# ドラゴン・ハート―霊界探訪記―
『ドラゴン・ハート—霊界探訪記—』（ドラゴン・ハート れいかいたんぼうき）は、幸福の科学出版製作による2025年5月23日公開の日本のアニメーション映画。
監督は、今掛勇。徳島県が物語の舞台であり、県内各地の風景が登場する。

## 概要
幸福の科学の第28作目の劇場用作品。劇場用アニメ映画作品としては10作目。前回のアニメ作品で2021年公開の映画『宇宙の法-エローヒム編-』より以前の2019年頃から本作の構想が練られて来ていた。『映画「ドラゴン・ハート―霊界探訪記―」原作集 ー芥川龍之介が語る霊界の秘密ー』に収録されている芥川の霊言を基礎に、大川の著書・法シリーズ『メシアの法』『地獄の法』収録の大川の法話による情報を使用して徹底した事前リサーチで詳細な脚本制作へと進んだ。また今回の新たな制作手法では、紙の絵コンテ制作の後本編制作の前にVコンテ（絵コンテを繋いだものに仮の音声や音楽を入れた映像ビデオ）を作り、それによる本編制作での確認工程を取り入れたことで、制作スタッフ各自の作品理解の深みが増してストーリーラインと楽曲の調和が図られた。
2024年10月31日、本作アニメ映画製作が公表され、2025年5月の公開時期と概要が発表された。同時にティザービジュアルと本作品特報映像がYouTube等で公開された。
同年12月3日、本作の公開日が決定し、予告編がYouTube等で公開された。
2025年5月13日、本作の公開日に行われる初日舞台あいさつ開催が決定した。

## 劇場公開
- 日本国内の上映館数は、227館で上映公開[10]

## 登場人物
田川竜介（たがわ りゅうすけ）
声 - 小林裕介
東京の中学校生。14歳で素直な性格で好奇心を持ち未知のことでも勇気を持ってチャレンジする少年。3年生の夏休みに従妹の知美の住む徳島へ行き、そこでの自然に親しむが、穴吹川で溺れることになり、不思議な老人 天日鷲命と出会い、霊界を巡る旅に出ることになる。
佐藤知美（さとう ともみ）
声 - 廣瀬千夏
徳島県の中学2年生。13歳で竜介の従妹。父親からの勧めで剣道を始め学校で剣道部に所属するが、根は静かで知的で清楚な少女。夏休みに東京から来た竜介に美しい自然を見せようと穴吹川のある地に誘いだした。その時突如現れた不思議な生物を見つけ追う竜介、その後を追いかけ川に落ちてしまう。竜介と同様不思議な老人 天日鷲命と出会い、共に霊界を巡る旅に出ることになる。
天日鷲命（あめのひわしのみこと）
声 - 千葉繁
徳島県・高越山にある高越神社にて祀られている霊界の仙人。
閻魔大王（えんまだいおう）
声 - 小村哲生

蛇神（へびがみ）
声 - 深見梨加

洞庭湖娘娘（どうていこにゃんにゃん）
声 - 浅野真澄

アデプト
声 - 武内駿輔

ビシュヌ神
声 - 三木眞一郎

## スタッフ
- 制作総指揮・原案：大川隆法
- 監督：今掛勇
- 総合プロデューサー：大田薫、宇田典弘 (IRH Press Co., Ltd.)
- プロデューサー：齋藤太治、荒井壯一郎、松尾洋平
- 脚本：「ドラゴン・ハート　霊界探訪記」シナリオプロジェクト
- 音楽：水澤有一 (Miz Music Inc.)
- Visual Effects Creative Director：YUMIKO AWAYA
- 色彩設定：野地弘納
- 美術監督：渋谷幸弘、アイヅアヤノ
- 撮影監督：西村徹也
- 編集：大畑英亮
- アニメーションプロデューサー：守屋昌治
- 演出：和田裕一*
- キャラクターデザイン・総作画監督：今掛勇
- デジタルエフェクト作画監督：鈴木雅也

- アニメーション制作協力：スタジオエル、コスモプロジェクト
- 協力：ARI Production、ニュースター・プロダクション
- 取材協力：別格本山・聖地エル・カンターレ生誕館、聖地・四国正心館、聖地・四国本部精舎、脇町支部精舎

- 制作スタジオ：HS PICTURES STUDIO
- 配給：日活
- 配給協力：東京テアトル
- 製作：幸福の科学出版株式会社

## 主題歌・挿入歌など
- 主題歌『ドラゴン・ハート』

作詞・作曲：大川隆法
歌唱：恍多
レーベル：発売元：ARI Production
- 挿入歌『Exciting Love』

作詞・作曲：大川隆法
歌唱：天音（あまね）
- 挿入歌『From Hell to Hell』

作詞・作曲：大川隆法
歌唱：TOKMA
- 挿入歌『シャンバラ』

作詞・作曲：大川隆法
歌唱：篠原紗英
- 挿入歌『高越山（こおつさん）』

作詞・作曲：大川隆法
歌唱：小原ゆかり

## 音楽ソフト
- CD『ドラゴン・ハート』

映画「ドラゴン・ハート-霊界探訪記-」主題歌
レーベル：発刊元：ARI Production
収録曲：
1.「ドラゴン・ハート」
2.「ドラゴン・ハート」(Instrumental)
型番：C 9024
発売日：2024年12月15日
EAN 4595319338143、JAN 4595319338143、ASIN B0DPBHYV7R
- CD 2枚組『映画「ドラゴン・ハート-霊界探訪記-」オリジナル・サウンドトラック』

レーベル：発刊元 幸福の科学出版
収録曲：〔Disc1〕
1. 「ドラゴン・ハート」映画テーマ曲(歌:恍多)………7分11秒
2. 「Exciting Love」挿入歌(歌:天音（あまね）)………5分50秒
3. 「From Hell to Hell」挿入歌(歌:篠原紗英)………3分36秒
4. 「シャンバラ」挿入歌(歌:田中宏明)………4分59秒
5. 「高越山」挿入歌(歌:千眼美子)………6分18秒
6. 「From Hell to Hell」Another ver.  ………4分00秒
〔Disc2〕
映画本編で流れるBGM(28曲)を収録
型番： C 9031
発売日：2025年2月28日
EAN 4595319338181、JAN 4595319338181、ASIN B0DTC697BH